# New Market (Maryland)
New Market é uma cidade  localizada no estado americano de Maryland, no Condado de Frederick.

## Demografia
Segundo o censo americano de 2000, a sua população era de 427 habitantes.
Em 2006, foi estimada uma população de 463, um aumento de 36 (8.4%).

## Geografia
De acordo com o United States Census Bureau tem uma área de
1,7 km², dos quais 1,7 km² cobertos por terra e 0,0 km² cobertos por água.

## Localidades na vizinhança
O diagrama seguinte representa as localidades num raio de 16 km ao redor de New Market.